# Taça Belo Horizonte de Futebol Júnior de 2008
A Taça Belo Horizonte de Futebol Júnior de 2013 foi a 24ª edição da competição de futebol organizada pela Federação Mineira de Futebol (FMF). Realizada de 16 de julho a 3 de agosto, a competição foi restrita à categoria sub-20.
A competição foi disputada por duas fases distintas. Na primeira fase, as quarenta equipes participantes foram divididas em seis grupos de seis equipes cada e um com quatro equipes. Por outro lado, a fase final foi composta por jogos eliminatórios e englobou quatro sub fases diferentes. Segundo o próprio regulamento da competição, o objetivo da mesma é valorizar o trabalho das equipes em suas categorias de base, além de formar atletas profissionais, contribuindo para o futuro do futebol brasileiro, atendendo o escopo do Estatuto do Torcedor.
O Grêmio conquistou seu primeiro título ao derrotar o Cruzeiro. Na decisão, a equipe gaúcha venceu por 2 a 1.

## Regulamento
A competição foi disputada por 40 clubes em cinco fases:
- Fase classificatória: os 40 clubes foram agrupados em sete chaves, sendo seis chaves com seis equipes e uma com quatro equipes. Jogaram entre si, em turno único. Classificaram-se para a fase seguinte os dois primeiros de cada grupo compostos de seis equipes e a equipe primeira colocada no grupo com quatro equipes e mais os três clubes melhores terceiros colocados por índice técnico, independente do grupo
- Oitavas-de-final: os 16 clubes classificados jogaram em sistema de mata-mata em turno único, classificando-se o vencedor
- Quartas-de-final: os oito clubes classificados na fase anterior jogaram em sistema de mata-mata em turno único, classificando-se o vencedor
- Semifinais: os quatro clubes classificados na fase anterior jogaram em sistema de mata-mata em turno único, classificando-se o vencedor
- Final: os dois clubes vencedores dos confrontos na semifinal, fizeram a final em jogo único

### Critérios de desempate
Caso ocorresse empate de pontos entre dois clubes, na fase classificatória, o critério de desempate era o seguinte:
1. Número de vitórias
2. Saldo de gols
3. Gols pró
4. Confronto direto

A partir das oitavas-de-final, em caso de empate, ao término de cada partida, seriam cobradas tantas penalidades máximas quantas necessárias para se conhecer a vencedora.

## Fase classificatória

### Grupo A
| Pos. | Equipe              | Pts | J | V | E | D | GP | GC | SG |
| ---- | ------------------- | --- | - | - | - | - | -- | -- | -- |
| 1    | Santos              | 11  | 5 | 3 | 2 | 0 | 6  | 3  | 3  |
| 2    | Grêmio              | 9   | 5 | 2 | 3 | 0 | 9  | 2  | 7  |
| 3    | Fabril              | 8   | 5 | 2 | 2 | 1 | 6  | 5  | 1  |
| 4    | Bela Vista          | 4   | 5 | 1 | 1 | 3 | 6  | 11 | –5 |
| 5    | Atlético Paranaense | 3   | 5 | 0 | 3 | 2 | 3  | 5  | –2 |
| 6    | Amparense           | 3   | 5 | 0 | 3 | 2 | 5  | 9  | –4 |

| Amparense  | 0 – 0 | Atlético Paranaense | Santo Antônio do Amparo | 16 de julho |  |
| Fabril     | 1 – 1 | Grêmio              | Lavras                  | 16 de julho |  |
| Bela Vista | 0 – 1 | Santos              | Cláudio                 | 16 de julho |  |

| Amparense | 2 – 2 | Bela Vista          | Santo Antônio do Amparo | 18 de julho |  |
| Fabril    | 0 – 1 | Santos              | Lavras                  | 18 de julho |  |
| Grêmio    | 0 – 0 | Atlético Paranaense | Cláudio                 | 18 de julho |  |

| Amparense  | 0 – 3 | Grêmio              | Santo Antônio do Amparo | 20 de julho |  |
| Santos     | 1 – 0 | Atlético Paranaense | Lavras                  | 20 de julho |  |
| Bela Vista | 1 – 2 | Fabril              | Cláudio                 | 20 de julho |  |

| Atlético Paranaense | 2 – 3 | Bela Vista | Santo Antônio do Amparo | 22 de julho |  |
| Fabril              | 2 – 1 | Amparense  | Lavras                  | 22 de julho |  |
| Grêmio              | 1 – 1 | Santos     | Cláudio                 | 22 de julho |  |

| Atlético Paranaense | 1 – 1 | Fabril    | Santo Antônio do Amparo | 24 de julho |  |
| Santos              | 2 – 2 | Amparense | Lavras                  | 24 de julho |  |
| Bela Vista          | 0 – 4 | Grêmio    | Cláudio                 | 24 de julho |  |

### Grupo B
| Pos. | Equipe                      | Pts | J | V | E | D | GP | GC | SG  |
| ---- | --------------------------- | --- | - | - | - | - | -- | -- | --- |
| 1    | Figueirense                 | 9   | 5 | 3 | 0 | 2 | 10 | 3  | 7   |
| 2    | Goiás                       | 9   | 5 | 3 | 0 | 2 | 8  | 4  | 4   |
| 3    | Botafogo                    | 9   | 5 | 3 | 0 | 2 | 5  | 3  | 2   |
| 4    | Juventude                   | 9   | 5 | 3 | 0 | 2 | 6  | 5  | 1   |
| 5    | Vasco da Gama               | 6   | 5 | 2 | 0 | 3 | 6  | 10 | –4  |
| 6    | Seleção de São João Del-Rey | 3   | 5 | 1 | 0 | 4 | 1  | 11 | –10 |

| Figueirense   | 0 – 1 | Goiás                       | São João Del-Rei | 16 de julho |  |
| Botafogo      | 0 – 1 | Juventude                   | São João Del-Rei | 16 de julho |  |
| Vasco da Gama | 0 – 1 | Seleção de São João Del-Rei | São João Del-Rei | 16 de julho |  |

| Seleção de São João Del-Rei | 0 – 2 | Juventude   | São João Del-Rei | 18 de julho |  |
| Vasco da Gama               | 0 – 4 | Figueirense | São João Del-Rei | 18 de julho |  |
| Goiás                       | 0 – 1 | Botafogo    | Barroso          | 18 de julho |  |

| Seleção de São João Del-Rei | 0 – 3 | Figueirense | São João Del-Rei | 20 de julho |  |
| Vasco da Gama               | 1 – 0 | Botafogo    | São João Del-Rei | 20 de julho |  |
| Juventude                   | 0 – 1 | Goiás       | Barroso          | 20 de julho |  |

| Vasco da Gama               | 3 – 2 | Goiás       | São João Del-Rei | 22 de julho |  |
| Seleção de São João Del-Rei | 0 – 2 | Botafogo    | São João Del-Rei | 22 de julho |  |
| Juventude                   | 0 – 2 | Figueirense | Barroso          | 22 de julho |  |

| Seleção de São João Del-Rei | 0 – 4 | Goiás       | São João Del-Rei | 24 de julho |  |
| Vasco da Gama               | 2 – 3 | Juventude   | São João Del-Rei | 24 de julho |  |
| Botafogo                    | 2 – 1 | Figueirense | São João Del-Rei | 24 de julho |  |

### Grupo C
| Pos. | Equipe      | Pts | J | V | E | D | GP | GC | SG  |
| ---- | ----------- | --- | - | - | - | - | -- | -- | --- |
| 1    | Cruzeiro    | 10  | 5 | 3 | 1 | 1 | 11 | 3  | 8   |
| 2    | Corinthians | 10  | 5 | 3 | 1 | 1 | 6  | 1  | 5   |
| 3    | Santo André | 10  | 5 | 3 | 1 | 1 | 9  | 5  | 4   |
| 4    | Criciúma    | 8   | 5 | 2 | 2 | 1 | 8  | 4  | 4   |
| 5    | Villa Nova  | 4   | 5 | 1 | 1 | 3 | 4  | 7  | –3  |
| 6    | União       | 0   | 5 | 0 | 0 | 5 | 2  | 20 | –18 |

| Villa Nova | 0 – 1 | Criciúma    | Nova Lima | 16 de julho |  |
| Cruzeiro   | 0 – 1 | Corinthians | Nova Lima | 16 de julho |  |
| União      | 0 – 2 | Santo André | Itabirito | 16 de julho |  |

| União       | 2 – 3 | Villa Nova  | Itabirito | 18 de julho |  |
| Corinthians | 0 – 0 | Criciúma    | Itabirito | 18 de julho |  |
| Cruzeiro    | 2 – 1 | Santo André | Nova Lima | 18 de julho |  |

| Criciúma   | 2 – 2 | Santo André | Nova Lima | 20 de julho |  |
| Villa Nova | 0 – 1 | Corinthians | Nova Lima | 20 de julho |  |
| União      | 0 – 7 | Cruzeiro    | Itabirito | 20 de julho |  |

| União       | 0 – 4 | Criciúma    | Itabirito | 22 de julho | [ 2 ] |
| Corinthians | 0 – 1 | Santo André | Itabirito | 22 de julho | [ 2 ] |
| Villa Nova  | 0 – 0 | Cruzeiro    | Nova Lima | 22 de julho | [ 2 ] |

| Villa Nova | 1 – 3 | Santo André | Nova Lima | 24 de julho | [ 3 ] |
| Cruzeiro   | 2 – 1 | Criciúma    | Nova Lima | 24 de julho | [ 3 ] |
| União      | 0 – 4 | Corinthians | Itabirito | 24 de julho | [ 3 ] |

### Grupo D
| Pos. | Equipe        | Pts | J | V | E | D | GP | GC | SG  |
| ---- | ------------- | --- | - | - | - | - | -- | -- | --- |
| 1    | Internacional | 15  | 5 | 5 | 0 | 0 | 13 | 1  | 12  |
| 2    | Londrina      | 9   | 5 | 3 | 0 | 2 | 10 | 5  | 5   |
| 3    | Bahia         | 7   | 5 | 2 | 1 | 2 | 9  | 5  | 4   |
| 4    | Real Minas    | 7   | 5 | 2 | 1 | 2 | 6  | 4  | 2   |
| 5    | Betim         | 4   | 5 | 1 | 1 | 3 | 3  | 10 | –7  |
| 6    | Eligê         | 1   | 5 | 0 | 1 | 4 | 1  | 17 | –16 |

| Internacional | 1 – 0 | Betim      | Betim          | 16 de julho |  |
| Bahia         | 2 – 0 | Eligê      | Brumadinho     | 16 de julho |  |
| Londrina      | 2 – 0 | Real Minas | Belo Horizonte | 16 de julho |  |

| Betim    | 0 – 3 | Real Minas    | Betim          | 18 de julho |  |
| Eligê    | 1 – 8 | Internacional | Brumadinho     | 18 de julho |  |
| Londrina | 2 – 1 | Bahia         | Belo Horizonte | 18 de julho |  |

| Betim      | 3 – 1 | Londrina      | Betim          | 20 de julho |  |
| Bahia      | 0 – 2 | Internacional | Brumadinho     | 20 de julho |  |
| Real Minas | 2 – 0 | Eligê         | Belo Horizonte | 20 de julho |  |

| Eligê         | 0 – 0 | Betim    | Brumadinho     | 22 de julho | [ 2 ] |
| Internacional | 1 – 0 | Londrina | Brumadinho     | 22 de julho | [ 2 ] |
| Real Minas    | 1 – 1 | Bahia    | Belo Horizonte | 22 de julho | [ 2 ] |

| Bahia         | 5 – 0 | Betim      | Betim          | 24 de julho | [ 3 ] |
| Londrina      | 5 – 0 | Eligê      | Brumadinho     | 24 de julho | [ 3 ] |
| Internacional | 1 – 0 | Real Minas | Belo Horizonte | 24 de julho | [ 3 ] |

### Grupo E
| Pos. | Equipe             | Pts | J | V | E | D | GP | GC | SG |
| ---- | ------------------ | --- | - | - | - | - | -- | -- | -- |
| 1    | Fluminense         | 10  | 5 | 3 | 1 | 1 | 10 | 7  | 3  |
| 2    | América Mineiro    | 7   | 5 | 2 | 1 | 2 | 8  | 6  | 2  |
| 3    | Grêmio Barueri     | 7   | 5 | 2 | 1 | 2 | 4  | 5  | –1 |
| 4    | Vitória            | 6   | 5 | 1 | 3 | 1 | 6  | 6  | 0  |
| 5    | Democrata-SL       | 5   | 5 | 1 | 2 | 2 | 7  | 8  | –1 |
| 6    | Seleção de Curvelo | 5   | 5 | 1 | 2 | 2 | 4  | 7  | –3 |

| Seleção de Curvelo | 1 – 1 | Democrata-SL    | Curvelo     | 16 de julho |  |
| Fluminense         | 2 – 2 | América Mineiro | Curvelo     | 16 de julho |  |
| Vitória            | 1 – 1 | Grêmio Barueri  | Sete Lagoas | 16 de julho |  |

| Fluminense         | 3 – 1 | Grêmio Barueri  | Curvelo     | 18 de julho |  |
| Seleção de Curvelo | 1 – 1 | Vitória         | Curvelo     | 18 de julho |  |
| Democrata-SL       | 3 – 2 | América Mineiro | Sete Lagoas | 18 de julho |  |

| Democrata-SL       | 2 – 2 | Vitória        | Sete Lagoas | 20 de julho |  |
| América Mineiro    | 0 – 1 | Grêmio Barueri | Sete Lagoas | 20 de julho |  |
| Seleção de Curvelo | 1 – 2 | Fluminense     | Curvelo     | 20 de julho |  |

| Seleção de Curvelo | 0 – 3 | América Mineiro | Sete Lagoas | 22 de julho | [ 2 ] |
| Democrata-SL       | 0 – 1 | Grêmio Barueri  | Sete Lagoas | 22 de julho | [ 2 ] |
| Fluminense         | 1 – 2 | Vitória         | Curvelo     | 22 de julho | [ 2 ] |

| América Mineiro    | 1 – 0 | Vitória        | Sete Lagoas | 24 de julho | [ 3 ] |
| Democrata-SL       | 1 – 2 | Fluminense     | Sete Lagoas | 24 de julho | [ 3 ] |
| Seleção de Curvelo | 1 – 0 | Grêmio Barueri | Curvelo     | 24 de julho | [ 3 ] |

### Grupo F
| Pos. | Pts | Equipe           | J | V | E | D | GP | GC | SG  |
| ---- | --- | ---------------- | - | - | - | - | -- | -- | --- |
| 1    | 15  | Vespasiano       | 5 | 5 | 0 | 0 | 12 | 1  | 11  |
| 2    | 12  | Atlético Mineiro | 5 | 4 | 0 | 1 | 12 | 4  | 8   |
| 3    | 9   | Flamengo         | 5 | 3 | 0 | 2 | 10 | 6  | 4   |
| 4    | 6   | Venda Nova       | 5 | 2 | 0 | 3 | 6  | 10 | –4  |
| 5    | 1   | Campinas         | 5 | 0 | 1 | 4 | 3  | 10 | –7  |
| 6    | 1   | Uberlândia       | 5 | 0 | 1 | 4 | 2  | 14 | –12 |

| Campinas         | 1 – 1 | Uberlândia | Vespasiano  | 16 de julho |  |
| Flamengo         | 1 – 2 | Vespasiano | Vespasiano  | 16 de julho |  |
| Atlético Mineiro | 4 – 0 | Venda Nova | Santa Luzia | 16 de julho |  |

| Uberlândia       | 0 – 4 | Flamengo   | Vespasiano  | 18 de julho |  |
| Vespasiano       | 2 – 0 | Venda Nova | Vespasiano  | 18 de julho |  |
| Atlético Mineiro | 3 – 1 | Campinas   | Santa Luzia | 18 de julho |  |

| Flamengo   | 0 – 2 | Atlético Mineiro | Vespasiano  | 20 de julho |  |
| Uberlândia | 0 – 5 | Vespasiano       | Vespasiano  | 20 de julho |  |
| Venda Nova | 3 – 1 | Campinas         | Santa Luzia | 20 de julho |  |

| Vespasiano | 2 – 0 | Atlético Mineiro | Vespasiano  | 22 de julho | [ 2 ] |
| Venda Nova | 1 – 0 | Uberlândia       | Santa Luzia | 22 de julho | [ 2 ] |
| Campinas   | 0 – 3 | Flamengo         | Santa Luzia | 22 de julho | [ 2 ] |

| Atlético Mineiro | 3 – 1 | Uberlândia | Santa Luzia | 24 de julho | [ 3 ] |
| Flamengo         | 3 – 2 | Venda Nova | Santa Luzia | 24 de julho | [ 3 ] |
| Campinas         | 0 – 1 | Vespasiano | Vespasiano  | 24 de julho | [ 3 ] |

### Grupo G
| Pos. | Equipe        | Pts | J | V | E | D | GP | GC | SG |
| ---- | ------------- | --- | - | - | - | - | -- | -- | -- |
| 1    | Madureira     | 7   | 3 | 2 | 1 | 0 | 5  | 3  | 2  |
| 2    | São Bento     | 6   | 3 | 2 | 0 | 1 | 3  | 2  | 1  |
| 3    | Portuguesa-RJ | 2   | 3 | 0 | 2 | 1 | 0  | 1  | –1 |
| 4    | América B     | 1   | 3 | 0 | 1 | 2 | 2  | 4  | –2 |

| América B | 0 – 0 | Portuguesa-RJ | Estádio Independência | Belo Horizonte | 20 de julho |  |
| Madureira | 2 – 1 | São Bento     | Campo do Vera Cruz    | Betim          | 20 de julho |  |

| América B     | 0 – 1 | São Bento | Estádio Independência | Belo Horizonte | 22 de julho | [ 2 ] |
| Portuguesa-RJ | 0 – 0 | Madureira | Campo do Vera Cruz    | Betim          | 22 de julho | [ 2 ] |

| América B | 2 – 3 | Madureira     | Estádio Independência | Belo Horizonte | 24 de julho | [ 3 ] |
| São Bento | 1 – 0 | Portuguesa-RJ | Campo do Vera Cruz    | Betim          | 24 de julho | [ 3 ] |

## Fase final
A fase final englobou as oitavas-de-finais, quartas-de-finais, semifinais e a final. Os jogos foram eliminatórios, avançando para a próxima fase a equipe vencedora; nos caso de empates, os clubes disputaram cobranças de penalidades.
A tabela e os resultados estão expostos logo abaixo:
|  | Oitavas de final                     | Oitavas de final            |                               |       | Quartas de final | Quartas de final |  |  | Semifinais | Semifinais |  |  | Final | Final |
|  |                                      |                             |                               |       |                  |                  |  |  |            |            |  |  |       |       |
|  | 27 de julho, São João del-Rei        |                             |                               |       |                  |                  |  |  |            |            |  |  |       |       |
|  |                                      |                             |                               |       |                  |                  |  |  |            |            |  |  |       |       |
|  | Figueirense                          | 0                           |                               |       |                  |                  |  |  |            |            |  |  |       |       |
|  | Figueirense                          | 0                           | 29 de julho, São João del-Rei |       |                  |                  |  |  |            |            |  |  |       |       |
|  | Botafogo                             | 2                           |                               |       |                  |                  |  |  |            |            |  |  |       |       |
|  | Botafogo                             | 2                           | Botafogo                      | 0     |                  |                  |  |  |            |            |  |  |       |       |
|  | 27 de julho, Cláudio                 |                             | Botafogo                      | 0     |                  |                  |  |  |            |            |  |  |       |       |
|  |                                      | Madureira                   | 4                             |       |                  |                  |  |  |            |            |  |  |       |       |
|  | Santos                               | Madureira                   | 4                             | 1     |                  |                  |  |  |            |            |  |  |       |       |
|  | Santos                               |                             | 31 de julho, Santa Luzia      | 1     |                  |                  |  |  |            |            |  |  |       |       |
|  | Madureira                            | 3                           |                               |       |                  |                  |  |  |            |            |  |  |       |       |
|  | Madureira                            | 3                           | Madureira                     | 1     |                  |                  |  |  |            |            |  |  |       |       |
|  | 27 de julho, Itabirito               |                             | Madureira                     | 1     |                  |                  |  |  |            |            |  |  |       |       |
|  |                                      | Cruzeiro                    | 3                             |       |                  |                  |  |  |            |            |  |  |       |       |
|  | Cruzeiro (pen)                       | Cruzeiro                    | 3                             | 1 (4) |                  |                  |  |  |            |            |  |  |       |       |
|  | Cruzeiro (pen)                       | 29 de julho, Santa Luzia    |                               | 1 (4) |                  |                  |  |  |            |            |  |  |       |       |
|  | Flamengo                             | 1 (2)                       |                               |       |                  |                  |  |  |            |            |  |  |       |       |
|  | Flamengo                             | 1 (2)                       | Cruzeiro (pen)                | 0 (6) |                  |                  |  |  |            |            |  |  |       |       |
|  | 27 de julho, Betim                   |                             | Cruzeiro (pen)                | 0 (6) |                  |                  |  |  |            |            |  |  |       |       |
|  |                                      | Internacional               | 0 (5)                         |       |                  |                  |  |  |            |            |  |  |       |       |
|  | Internacional (pen)                  | Internacional               | 0 (5)                         | 1 (4) |                  |                  |  |  |            |            |  |  |       |       |
|  | Internacional (pen)                  |                             | 2 de agosto, Belo Horizonte   | 1 (4) |                  |                  |  |  |            |            |  |  |       |       |
|  | Santo André                          | 1 (3)                       |                               |       |                  |                  |  |  |            |            |  |  |       |       |
|  | Santo André                          | 1 (3)                       | Cruzeiro                      | 1     |                  |                  |  |  |            |            |  |  |       |       |
|  | 27 de julho, Vespasiano              |                             | Cruzeiro                      | 1     |                  |                  |  |  |            |            |  |  |       |       |
|  |                                      | Grêmio                      | 2                             |       |                  |                  |  |  |            |            |  |  |       |       |
|  | Vespasiano                           | Grêmio                      | 2                             | 0     |                  |                  |  |  |            |            |  |  |       |       |
|  | Vespasiano                           | 29 de julho, Belo Horizonte |                               | 0     |                  |                  |  |  |            |            |  |  |       |       |
|  | América Mineiro                      | 4                           |                               |       |                  |                  |  |  |            |            |  |  |       |       |
|  | América Mineiro                      | 4                           | América Mineiro               | 1     |                  |                  |  |  |            |            |  |  |       |       |
|  | 27 de julho, Curvelo                 |                             | América Mineiro               | 1     |                  |                  |  |  |            |            |  |  |       |       |
|  |                                      | Fluminense                  | 0                             |       |                  |                  |  |  |            |            |  |  |       |       |
|  | Fluminense                           | Fluminense                  | 0                             | 4     |                  |                  |  |  |            |            |  |  |       |       |
|  | Fluminense                           |                             | 31 de julho, Belo Horizonte   | 4     |                  |                  |  |  |            |            |  |  |       |       |
|  | Atlético Mineiro                     | 2                           |                               |       |                  |                  |  |  |            |            |  |  |       |       |
|  | Atlético Mineiro                     | 2                           | América Mineiro               | 2     |                  |                  |  |  |            |            |  |  |       |       |
|  | 27 de julho, Santo Antônio do Amparo |                             | América Mineiro               | 2     |                  |                  |  |  |            |            |  |  |       |       |
|  |                                      | Grêmio                      | 3                             |       |                  |                  |  |  |            |            |  |  |       |       |
|  | Grêmio                               | Grêmio                      | 3                             | 2     |                  |                  |  |  |            |            |  |  |       |       |
|  | Grêmio                               | 29 de julho, Cláudio        |                               | 2     |                  |                  |  |  |            |            |  |  |       |       |
|  | Goiás                                | 0                           |                               |       |                  |                  |  |  |            |            |  |  |       |       |
|  | Goiás                                | 0                           | Grêmio                        | 2     |                  |                  |  |  |            |            |  |  |       |       |
|  | 27 de julho, Santa Luzia             |                             | Grêmio                        | 2     |                  |                  |  |  |            |            |  |  |       |       |
|  |                                      | Corinthians                 | 1                             |       |                  |                  |  |  |            |            |  |  |       |       |
|  | Corinthians                          | Corinthians                 | 1                             | 1     |                  |                  |  |  |            |            |  |  |       |       |
|  | Corinthians                          |                             |                               | 1     |                  |                  |  |  |            |            |  |  |       |       |
|  | Londrina                             | 0                           |                               |       |                  |                  |  |  |            |            |  |  |       |       |
|  | Londrina                             | 0                           |                               |       |                  |                  |  |  |            |            |  |  |       |       |

### Final
| 2 de agosto | Cruzeiro     | 1 − 2 | Grêmio                                 | Estádio Independência, Belo Horizonte |
|             | Eliandro 50' |       | Rafael Paraíba 54' · Douglas Costa 83' |                                       |

## Premiação
| Taça Belo Horizonte de Futebol Júnior de 2008 |
| --------------------------------------------- |
| Grêmio Campeão (1º título)                    |

### Específicas
1. 1 2 3  «Regulamento Taça BH de Futebol Junior/2008». FMF. Consultado em 22 de julho de 2011 [ligação inativa]
2. 1 2 3 4 5  «24ª TAÇA BH DE FUTEBOL JÚNIOR - Vespasiano está classificado, Cruzeiro e Atlético-MG estão quase lá e América e Coelhinho B precisam vencer por dois gols de diferença e torcer». otempo.com.br. 23 de julho de 2008. Consultado em 16 de junho de 2018. Cópia arquivada em 16 de junho de 2018
3. 1 2 3 4 5  «24ª Taça BH de Futebol Júnior - Resultados da última rodada da 1ª fase confirmaram aproveitamento de 100% de Internacional e Vespasiano». otempo.com.br. 25 de julho de 2008. Consultado em 16 de junho de 2018. Cópia arquivada em 16 de junho de 2018
4. ↑  Resultados:

  - Oitavas de final
    - «24ª Taça BH de Futebol Júnior - América e Cruzeiro disputam vaga para as semifinais». otempo.com.br. 28 de julho de 2008. Consultado em 16 de junho de 2018. Cópia arquivada em 16 de junho de 2018
    - «Figueirense é eliminado da Taça BH pelo Botafogo». clicrbs.com.br. 27 de julho de 2018. Consultado em 16 de junho de 2018. Cópia arquivada em 16 de junho de 2018
    - «GALINHO ELIMINADO». otempo.com.br. 27 de julho de 2008. Consultado em 16 de junho de 2018. Cópia arquivada em 16 de junho de 2018

  - Quartas de final
    - «24ª Taça BH de Futebol Júnior - América e Cruzeiro estão nas semifinais». otempo.com.br. 29 de julho de 2008. Consultado em 16 de junho de 2018. Cópia arquivada em 16 de junho de 2018
    - «Grêmio sub-20 avança às semis da Copa BH». clicrbs.com.br. 30 de julho de 2008. Consultado em 16 de junho de 2018. Cópia arquivada em 16 de junho de 2018

  - Semifinais
    - «RAPOSINHA DECIDE TAÇA BH». otempo.com.br. 1 de agosto de 2008. Consultado em 16 de junho de 2018. Cópia arquivada em 16 de junho de 2018
    - «Grêmio se classifica para a final da Taça BH de Futebol Júnior». clicrbs.com.br. 31 de julho de 2008. Consultado em 16 de junho de 2018. Cópia arquivada em 16 de junho de 2018

  - Final
    - «Grêmio vence o Cruzeiro, de virada, e é campeão da Taça BH». esporte.uol.com.br. 2 de agosto de 2008. Consultado em 16 de junho de 2018. Cópia arquivada em 16 de junho de 2018
    - «Grêmio faz 2 a 1 e conquista Taça BH de juniores». clicrbs.com.br. 2 de agosto de 2008. Consultado em 16 de junho de 2018. Cópia arquivada em 16 de junho de 2018
    - «Grêmio conquista Taça BH de Futebol Júnior». otempo.com.br. 3 de agosto de 2008. Consultado em 16 de junho de 2018. Cópia arquivada em 16 de junho de 2018